# Luc Barnier
Luc Barnier (Boulogne-Billancourt, 25 settembre 1954 – Parigi, 16 settembre 2012) è stato un montatore francese.
Ha montato tutti i film di Olivier Assayas dagli esordi fino alla morte. Montatore eclettico e molto attivo all'interno del cinema francese con oltre 100 film a carico, nel corso della sua carriera ha lavorato più volte con registi come Yūsuf Shāhīn, Benoît Jacquot e Anne Fontaine, venendo candidato tre volte ai premi César. Nel 2010 ha vinto l'European Film Award per il miglior montaggio con Carlos di Assayas.

## Vita privata
Suo padre, Louis Barnier, era stato un editore per i surrealisti e aveva diretto negli anni cinquanta il Collegio della Patafisica. Era compagno della regista Liria Bégéja, di cui ha montato tutti i film. È morto a 57 anni di cancro.

## Filmografia

### Cinema
- Les Oiseaux de nuit, regia di Luc Barnier e Alain Lasfargues - documentario (1978)
- Feux de nuit, regia di Bernard Marzolf - cortometraggio (1978)
- Le Règlement intérieur, regia di Michel Vuillermet (1980)
- Lettres d'amour en Somalie, regia di Frédéric Mitterrand - documentario (1982)
- I quarantesimi ruggenti (Les Quarantièmes rugissants), regia di Christian de Chalonge (1982)
- Toute une nuit, regia di Chantal Akerman (1982)
- Laissé inachevé à Tokyo, regia di Olivier Assayas - cortometraggio (1982)
- Autour du mur, regia di Patrick Blossier - documentario (1983)
- Rebelote, regia di Jacques Richard (1984)
- Ave Maria, regia di Jacques Richard (1984)
- Adieu Bonaparte, regia di Yūsuf Shāhīn (1985)
- L'Unique, regia di Jérôme Diamant-Berger (1986)
- Il disordine (Désordre), regia di Olivier Assayas (1986)
- Le Sixième Jour, regia di Yūsuf Shāhīn (1986)
- L'Homme voilé, regia di Maroun Bagdadi (1987)
- Avril brisé, regia di Liria Bégéja (1987)
- Camomille, regia di Mehdi Charef (1988)
- Ada dans la jungle, regia di Gérard Zingg (1988)
- Il bambino d'inverno (L'Enfant de l'hiver), regia di Olivier Assayas (1989)
- Berlin-Jerusalem, regia di Amos Gitai (1989)
- Pentimento, regia di Tonie Marshall (1989)
- Tilaï, regia di Idrissa Ouédraogo (1989)
- Rue du Bac, regia di Gabriel Aghion (1991)
- La vita sospesa (Hors la vie), regia di Maroun Bagdadi (1991)
- Contro il destino (Paris s'éveille), regia di Olivier Assayas (1991)
- Blanc d'ébène, regia di Cheik Doukouré (1991)
- Méchant garçon, regia di Charles Gassot (1992)
- Sam suffit, regia di Virginie Thévenet (1992)
- La Fille de l'air, regia di Maroun Bagdadi (1992)
- Un classique du bonheur, regia di Jean-Baptiste Léonetti - cortometraggio (1992)
- Woyzeck, regia di Guy Marignane (1993)
- Nuova vita (Une nouvelle vie), regia di Olivier Assayas (1993)
- Elles ne pensent qu'à ça..., regia di Charlotte Dubreuil (1994)
- Lontano dai barbari (Loin des barbares), regia di Liria Bégéja (1994)
- L'Eau froide, regia di Olivier Assayas (1994)
- Fino alla follia (À la folie), regia di Diane Kurys (1994)
- Le Cri du cœur, regia di Idrissa Ouédraogo (1994)
- Madame Butterfly, regia di Frédéric Mitterrand (1995)
- La vita in rosso (Ligne de vie), regia di Pavel Lungin (1996)
- Di giorno e di notte (Pédale douce), regia di Gabriel Aghion (1996)
- Irma Vep, regia di Olivier Assayas (1996)
- Hard Men, regia di J. K. Amalou (1996)
- Fred, regia di Pierre Jolivet (1997)
- Héroïnes, regia di Gérard Krawczyk (1997)
- Nettoyage à sec, regia di Anne Fontaine (1997)
- L'École de la chair, regia di Benoît Jacquot (1998)
- Place Vendôme, regia di Nicole Garcia (1998)
- Fin août, début septembre, regia di Olivier Assayas (1998)
- Belle Maman, regia di Gabriel Aghion (1999)
- Il figlio perduto (The Lost Son), regia di Chris Menges (1999)
- Augustin, roi du kung-fu, regia di Anne Fontaine (1999)
- Mamirolle, regia di Brigitte Coscas (2000)
- Épouse-moi, regia di Harriet Marin (2000)
- Le Libertin, regia di Gabriel Aghion (2000)
- Les Destinées sentimentales, regia di Olivier Assayas (2000)
- Sade, regia di Benoît Jacquot (2000)
- Tosca, regia di Benoît Jacquot (2001)
- Change-moi ma vie, regia di Liria Bégéja (2001)
- Balzac e la piccola sarta cinese (Balzac et la Petite Tailleuse chinoise), regia di Dai Sijie (2002)
- Demonlover, regia di Olivier Assayas (2002)
- La Dernière Lettre, regia di Frederick Wiseman (2002)
- Adolphe, regia di Benoît Jacquot (2002)
- Tu mi ami (Nowhere to Go But Up), regia di Amos Kollek (2003)
- Process, regia di C. S. Leigh (2004)
- Sans toi, regia di Liria Bégéja - cortometraggio (2004)
- Une vie à t'attendre, regia di Thierry Klifa (2004)
- Clean, regia di Olivier Assayas (2004)
- À tout de suite, regia di Benoît Jacquot (2004)
- Bab el shams, regia di Yousry Nasrallah (2004)
- Le Rôle de sa vie, regia di François Favrat (2004)
- Pédale dure, regia di Gabriel Aghion (2004)
- Entre ses mains, regia di Anne Fontaine (2005)
- Palais royal!, regia di Valérie Lemercier (2005)
- Quartier des Enfants Rouges, episodio di Paris, je t'aime, regia di Olivier Assayas (2006)
- La Californie, regia di Jacques Fieschi (2006)
- La Maison du bonheur, regia di Dany Boon (2006)
- Noise, regia di Olivier Assayas - documentario (2006)
- L'Intouchable, regia di Benoît Jacquot (2006)
- Le Héros de la famille, regia di Thierry Klifa (2006)
- Boarding Gate, regia di Olivier Assayas (2007)
- Recrudescence, episodio di Chacun son cinéma - A ciascuno il suo cinema (Chacun son cinéma ou Ce petit coup au cœur quand la lumière s'éteint et que le film commence), regia di Olivier Assayas (2007)
- Tel père, telle fille, regia di Oliver de Plas (2007)
- Deux vies... plus une, regia di Idit Cebula (2007)
- Giù al Nord (Bienvenue chez les Ch'tis), regia di Dany Boon (2008)
- Ore d'estate (L'Heure d'été), regia di Olivier Assayas (2008)
- Inju, la bête dans l'ombre, regia di Barbet Schroeder (2008)
- Coco avant Chanel - L'amore prima del mito (Coco avant Chanel), regia di Anne Fontaine (2009)
- Villa Amalia, regia di Benoît Jacquot (2009)
- Atelier jardin, regia di Benoît Jacquot - cortometraggio (2009)
- La Sainte Victoire, regia di François Favrat (2009)
- Tête de turc, regia di Pascal Elbé (2010)
- Les Amours secrètes, regia di Franck Phelizon (2010)
- Au fond des bois, regia di Benoît Jacquot (2010)
- Niente da dichiarare? (Rien à déclarer), regia di Dany Boon (2010)
- Les yeux de sa mère, regia di Thierry Klifa (2011)
- Il mio migliore incubo! (Mon pire cauchemar), regia di Anne Fontaine (2011)
- Addio mia regina (Les Adieux à la Reine), regia di Benoît Jacquot (2012)
- Qualcosa nell'aria (Après mai), regia di Olivier Assayas (2012)
- Two Mothers (Adoration), regia di Anne Fontaine (2013)

### Televisione
- Il corpo di Marianna - Storie d'amore nella Rivoluzione Francese (Les Jupons de la Révolution) – miniserie TV, 1 puntata (1989)
- Princesse Marie – miniserie TV, 2 puntate (2010)
- Les Faux-monnayeurs, regia di Benoît Jacquot – film TV (2010)
- Carlos – miniserie TV, 1 puntata (2010)
- Un autre monde, regia di Gabriel Aghion – film TV (2011)

## Riconoscimenti
- Premio César
  - 1999 - Candidatura al miglior montaggio per Place Vendôme (con Françoise Bonnot)
  - 2011 - Candidatura al miglior montaggio per Carlos (con Marion Monnier)
  - 2013 - Candidatura al miglior montaggio per Addio mia regina
- European Film Award
  - 2010 - Miglior montaggio per Carlos (con Marion Monnier)